# Брикетна фабрика

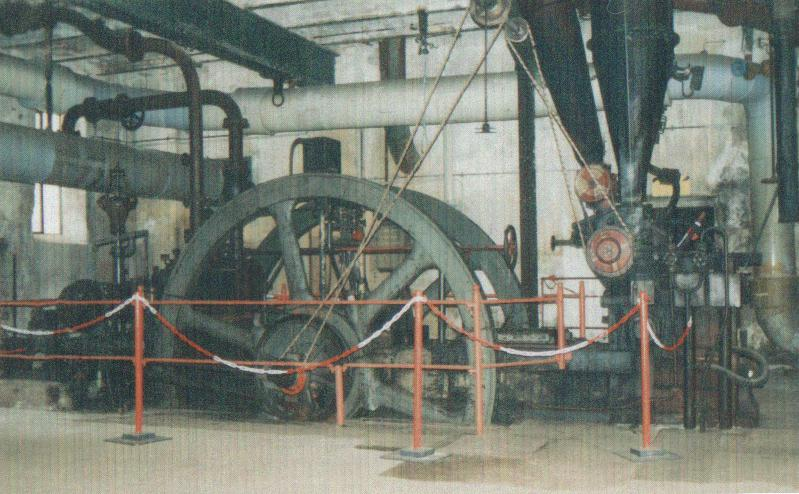
Брикетна фабрика. Німеччина. ХХ ст.

Брикетна фабрика — підприємство з виготовлення паливних (вугільних, торфових та ін.), рудних, металовмісних та ін. брикетів.
Розрізняють кам'яновугільні, буровугільні, торфобрикетні, залізорудні, хромо-марганцеві, нікелево-рудні, мідно-рудні, цинково-рудні, стибієво-рудні та ін. брикетні фабрики.
Перша в Україні брикетна фабрика споруджена в 1870 р. в Одесі, яка випускала антрацитові брикети для кораблів торгового флоту.

## Інтернет-ресурси
- http://commons.wikimedia.org/wiki/Category:Briquette_factories?uselang=ru